# Børge Halvgaard
Børge Halvgaard (født 14. september 1921 i Årslev sydøst for Randers, død 5. februar 2007) var en dansk lærer og politiker. Han sad i Folketinget for Fremskridtspartiet fra 1973 til 1984 og var medlem af Europa-Parlamentet 1978-1979.
Halvgaard blev født i Årslev ved Randers som søn af førstelærer Hans Hansen Halvgaard og hustru Dagmar Marie Enevoldsen. Han gik på Hammel Realskole og blev lærer fra Silkeborg Seminarium i 1946. Han var lærer ved Odense kommunale Skolevæsen 1947-54, og også lærer ved teknisk skole og Odense Handelsskole. Fra 1954 var han lærer ved Kolind Centralskole. Han var desuden gårdejer og forstander for Specialarbejderskolen i Kolind 1961-66.
Halvgaard var bestyrelsesmedlem i Danmarks Sparekasseforening 1958-60 og menighedsrådsmedlem i Ebdrup Sogn 1958-62. Han sad i kommunalbestyrelsen i Midtdjurs Kommune fra 1962 til 1974 og i 1980'erne.
Han var opstillet til Folketinget for Fremskridtspartiet i Grenåkredsen fra 1973 og medlem af Folketinget fra 4. december 1973 til 10. januar 1984. Fra 1975-1978 var han formand for Folketingets landbrugs- og fiskeriudvalg. Han var medlem af Europa-Parlamentet 1978-79 og medlem af Nordisk Råd fra 1979.